# 细肋拟平藓
细肋拟平藓（学名：Neckeropsis gracilenta）为平藓科拟平藓属下的一个种。